# Municipio de Niantic
El municipio de Niantic (en inglés: Niantic Township) es un municipio ubicado en el condado de Macon en el estado estadounidense de Illinois. En el año 2010 tenía una población de 842 habitantes y una densidad poblacional de 11,1 personas por km².

## Geografía
El municipio de Niantic se encuentra ubicado en las coordenadas 39°52′18″N 89°10′12″O / 39.87167, -89.17000. Según la Oficina del Censo de los Estados Unidos, el municipio tiene una superficie total de 75.83 km², de la cual 75,68 km² corresponden a tierra firme y (0,2 %) 0,15 km² es agua.

## Demografía
Según el censo de 2010, había 842 personas residiendo en el municipio de Niantic. La densidad de población era de 11,1 hab./km². De los 842 habitantes, el municipio de Niantic estaba compuesto por el 97,62 % blancos, el 0,59 % eran afroamericanos, el 0,12 % eran amerindios, el 0,24 % eran asiáticos, el 0,83 % eran de otras razas y el 0,59 % eran de una mezcla de razas. Del total de la población el 2,02 % eran hispanos o latinos de cualquier raza.